# UTC+06:00

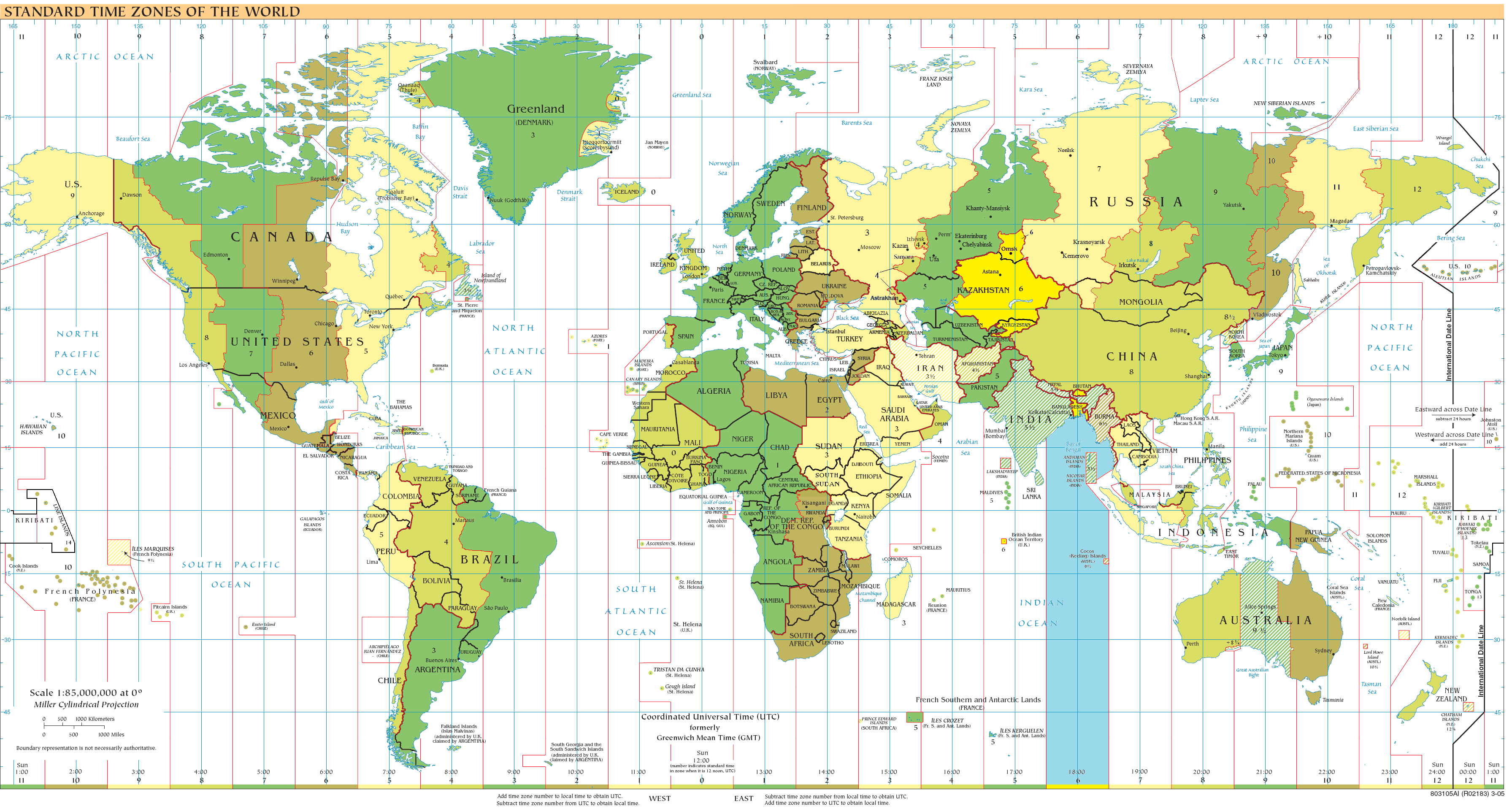
UTC+06:Blau (desembre), taronja (juny), groc (l'any sencer), blau clar (àrees marines)

UTC+06:00 és una zona horària d'UTC amb 6 hores més tard que l'UTC. El seu codi DTG és F-Foxtrot.

## Zones horàries
- Bangladesh Standard Time (BDT)
- Bhutan Time (BTT)
- Sri Lanka Time (LKT)
- East Kazakhstan Standard Time (EKST)
- British Indian Ocean Time (BIOT)
- Novosibirsk Time (NOVT)
- Mawson Time (MAWT)
- Vostok Time (VOST)

Horaris d'estiu
- Kyrgyzstan Summer Time (KGST)
- Pakistan Summer Time (PKST)
- Yekaterinburg Time (YEKT)

## Franges

### Temps estàndard (l'any sencer)
- Bangladesh
- Bhutan
- Regne Unit
  - Territori Britànic de l'Oceà Índic (incloent-hi Txagos i Diego Garcia)
- Kazakhstan - la majoria de país (incloent-hi Astanà i Almati)
- Kirguizstan

Hora de Yekaterinburg
- Rússia
  - Astrakhan
  - Baixkíria
  - Kurgan
  - Uliànovsk
  - Orenburg
  - Perm
  - Saràtov
  - Sverdlovsk
  - Txeliàbinsk
  - Tiumén
  - Volgograd

### Temps d'estiu (estiu a l'hemisferi nord)
Aquestes zones utilitzen el UTC+05:00 a l'hivern i el UTC+06:00 a l'estiu.
- Pakistan

## Geografia
UTC+06 és la zona horària nàutica que comprèn l'alta mar entre 82,5°E i 97,5°E de longitud. En el temps solar aquest fus horari és el corresponent el meridià 90° est.

## Història
A la Xina, els residents de Xinjiang utilitzen l'UTC+6
L'óblast de Kémerovo de Rússia abans utilitzava l'UTC+7, però des del 28 de març del 2010 utilitza l'UTC+6.
En el 2011, a Rússia es va traslladar l'horari d'estiu durant tot l'any i l'Omsk time es va fixar permenet en lloc de canviar a UTC+6 va canviar a UTC+7. I el Yekaterinburg Time es va quedar a l'UTC+6 durant tot l'any.